# Nam Gyu-ri
Nam Gyu-ri (* 26. April 1985 in Seoul als Nam Mi-jeong) ist eine südkoreanische Schauspielerin und Sängerin. Bis 2009 war sie Mitglied der Girlgroup SeeYa. Als Schauspielerin trat sie vor allem in Death Bell – Tödliche Abschlussprüfung! und 49 Days in Erscheinung.

## Filmografie

### Filme
- 2008: Death Bell – Tödliche Abschlussprüfung!
- 2009: More than Blue (슬픔보다 더 슬픈 이야기 Seulpeumboda Deo Seulpeun Iyagi)
- 2011: Mr. Idol (Mr. 아이돌)
- 2013: Top Star (톱스타)
- 2014: Mad Sad Bad (신촌좀비만화 Sinchon Jombi Manhwa)

### Fernsehserien
- 2010: Super Star (Episode 6, SBS)
- 2010: Life is Beautiful (인생은 아름다워 Insaeng-eun Areumdawo, SBS)
- 2011: 49 Days (49일, SBS)
- 2012: Butcher Barber (KBS2)
- 2012: Haeundae Lovers (해운대 연인들 Haeundae Yeonindeul, KBS2)
- 2012: Ohlala Couple (울랄라 부부 Ullalla Bubu, KBS2)
- 2013: Cruel City (무정도시 Mujeong Dosi, jTBC)
- 2013: My Forgetful Girlfriend (Chinesische Serie, Hunan TV)